# Języki oskijsko-umbryjskie
Języki oskijsko-umbryjskie – grupa języków italskich (w ramach rodziny języków indoeuropejskich), które używane były przez plemiona Samnitów i Umbrów, po czym zostały wyparte przez łacinę wraz ze wzrostem potęgi i znaczenia Starożytnego Rzymu. Języki te rozwinęły się w pierwszej połowie I wieku p.n.e. do początku I wieku naszej ery. Informacje na temat języków oskijsko-umbryjskich pochodzą głównie z inskrypcji np. z tablic iguwińskich, głównie w dwóch językach: oskijskim i umbryjskim, wciąż jednak istnieją pewne oskijsko-umbryjskie zapożyczenia językowe w łacinie.